# Posición avanzada
Posición avanzada és una pel·lícula de drama bèl·lic espanyola del 1966 dirigida per Pedro Lazaga amb guió d'Ángel del Castillo i protagonitzada per Manuel Zarzo i Antonio Ferrandis. Fou rodada als voltants del riu Jarama, entre Mejorada del Campo, San Martín de la Vega i Buitrago del Lozoya.

## Sinopsi
El fill de Juan Ruiz, un jove agricultor, troba un casc militar amb un forat de bala. Quan li ensenya al seu pare, aquest comença a recordar la seva experiència durant la Guerra Civil espanyola, quan formava part d'un destacament situat en una posició avançada al costat del riu Jarama amb Vélez (amo del casc), el caporal Pando, el filòsof Martí, el tímid Leandro, l'alferes Laso i el sergent Ayuso. Juan evoca especialment una dura batalla que va tenir lloc quan ell tornava de veure a la seva dona, que es trobava a l'altre costat de les línies enemigues. L'endemà els soldats d'ambdós bàndols acceptaren una treva, pescaren truites i bescanviaren cigarretes. Tanmateix, els soldats del front republicà són substituïts per voluntaris de les Brigades Internacionals que no respecten la treva.

## Repartiment
- Manuel Zarzo	...	Juan Ruiz
- Antonio Ferrandis	...	Sargento Ayuso
- Manuel Manzaneque	...	Alférez Laso
- Enrique Ávila ...	Vélez
- Luis Marín ...	Azón
- Jesús Colomer	...	Leandro
- Manuel Tejada	...	Javier Martí
- Marcelo Arroita-Jáuregui...	Cabo Pando
- Francisco Vázquez	...	Telefonista
- Rogelio Madrid	...	Teniente ayudante
- Fernando Sánchez Polack	...	Sargento Díaz

## Premis
Als Premis del Sindicat Nacional de l'Espectacle de 1965 va obtenir el premi especial de 250.000 pessetes, així com el premi al millor actor principal (Antonio Ferrandis), millor actor secundari (Tomás Blanco) i a la millor fotografia (Cecilio Paniagua).